# Marianne (revista)
Marianne (pronúncia em francês: [ma'ʁjan]) é uma revista semanal francesa sediada em Paris. Foi criada em 1997 por Jean-François Kahn, tendo Maurice Szafran como editor, posto atualmente exercido por Éric Conan.

## História
A revista remete a Marianne, um antigo jornal político e literário de esquerda que era publicado em Paris na década de 1930. A revista atual foi criada visando combater o pensamento único. Tem a pretensão de ser, nas palavras de Jean-François Kahn, centrista revolucionária. Iconoclasta e provocadora, Marianne é uma publicação desprezada pelos anunciantes, que foram responsáveis, em 2006, por 5% de sua receita semanal, enquanto que as vendas e assinaturas foram responsáveis por 95% de sua receita. Esta situação, que garante a independência de Marianne, no entanto, faz com a revista seja rejeitada por alguns do ambiente da mídia. A redação respeita estritamente o princípio de proteção das fontes de informação dos jornalistas.
Marianne se define como uma revista republicana, que combate tanto o que denomina de "esquerdismo dos anos 60 a 80" quanto a globalização neoliberal. A publicação apoia a livre-iniciativa e a economia de mercado, mas rejeita o dogmatismo atribuído ao monetarismo e ao neoliberalismo. No entanto, apoia o liberalismo regulado pelo Estado, acreditando que deve haver monopólio estatal em setores-chave onde o serviço público deva ser primordial.
Marianne se orgulha de ter sido, durante a campanha para o referendo sobre a Constituição Europeia em 2005, uma das únicas publicações nacionais a não ter apoiado a campanha pelo "sim" e também ter promovido um amplo debate contraditório. A publicação defende a integração europeia, desde seja que aprovada pelo povo e que não seja um instrumento do liberalismo dos anos 1990-2000, que chamou de turbo-capitalismo.
Marianne calcula um índice de desemprego, acrescentando, aos índices oficiais, as pessoas que a publicação considera como desempregadas: aqueles que procuram emprego, mas que não satisfazem os critérios de desemprego da Organização Internacional do Trabalho (OIT). Estão na lista: os desempregados em tempo parcial, os aposentados precocemente e os contratados por regime de solidariedade (Contrat emploi-solidarité - CES). Este índice é quase o dobro dos números oficiais.
Em 14 de Fevereiro de 2008, o jornal lançou o "Apelo de 14 de Fevereiro", assinado por 17 políticos republicanos de todas ideologias. No documento, eles reafirmam seu compromisso com os princípios republicanos do secularismo, da liberdade de imprensa e com as opções que nortearam a política externa de França nos últimos 50 anos. Entre os políticos que assinaram estavam Dominique de Villepin, Ségolène Royal e François Bayrou.
Em abril de 2012, Marianne publicou as intenções de voto dos jornalistas do semanário para a eleição presidencial francesa: François Hollande recebeu 40% dos votos à frente de Jean-Luc Mélenchon (31,7%), François Bayrou e Nicolas Dupont-Aignan (8,3% cada). Três candidatos não obtiveram votos: Nicolas Sarkozy, Marine Le Pen e Nathalie Arthaud.

## Tiragem
O jornal tem tiragem de aproximadamente 300.000 exemplares por semana. No entanto, a edição de 17 abril de 2007, uma semana antes do primeiro turno da eleição presidencial de 2007, que trazia na capa a manchete Le vrai Sarkozy (O verdadeiro Sarkozy), vendeu cerca de 600.000 exemplares. Ao contrário de outros títulos da imprensa francesa, Marianne não informa seus números de circulação, que incluem cópias vendidas e devolvidas.